# Taeniotes antonkozlovi
Taeniotes antonkozlovi es una especie de escarabajo longicornio del género Taeniotes, tribu Monochamini, subfamilia  Lamiinae. Fue descrita científicamente por Santos-Silva & Botero en 2017.

## Descripción
Mide 34 milímetros de longitud.

## Distribución
Se distribuye por Colombia.